# Bactrocera okunii
Bactrocera okunii är en tvåvingeart som först beskrevs av Tokuichi Shiraki 1933.  Bactrocera okunii ingår i släktet Bactrocera och familjen borrflugor.
Artens utbredningsområde är Taiwan. Inga underarter finns listade.